# Acholla
Acholla est une cité antique punique puis romaine, devenue un site archéologique tunisien situé sur la côte, à 45 kilomètres environ au nord de la ville de Sfax, au lieu désormais dénommé Boutria.

## Histoire

### Histoire ancienne
Selon l'historien Étienne de Byzance, la ville est fondée par des colons phéniciens venus de l'île de Malte. Ils se sont rangés aux côtés de Rome lors de la troisième guerre punique. Après la destruction de Carthage, la ville devient indépendante et reçoit le statut de cité libre. Une pièce de monnaie à légende punique, portant la tête du dieu Ba'al Hammon coiffé de la tiare de plumes, ainsi qu'un sanctuaire de plage dédié très probablement à ce dieu et comportant des stèles avec le signe de Tanit ont été découverts, confirmant l'origine punique de la ville. 
Lors de la campagne africaine de Jules César, Acholla, une ville de commerce maritime avec un port d'importance considérable, s'y rallie en le considérant comme le maître des mers. La victoire de César lors de cette campagne profite aux Achollitains pendant les deux siècles suivants, au cours desquels la ville atteint son apogée avec un monnayage abondant et plusieurs monuments somptueux.
Selon Louis Deroche, et en raison de ses rivalités avec les villes avoisinantes comme Thaenae et Leptis Minor, lorsque l'empire romain est gouverné par un préfet du prétoire thaenite et des empereurs leptitains, les Sévères, Acholla désignée comme municipium aellium augustum (a)chlulitanum ne s'élève plus dans l'échelle juridique.
Au début du IVe siècle, la ville en grande partie convertie au christianisme a deux évêques connus : Restitutus en 484 et Quinus en 641. 
La ville a dû être complètement abandonnée avant l'arrivée des Arabes puisqu'aucun géographe médiéval n'en mentionne l'existence.

### Histoire des fouilles
Les premières fouilles ont lieu dès 1937, sous la direction de M. Bédé, et permettent de dégager le tophet.
Le nom antique du site n'est véritablement identifié qu'en 1947 avec une inscription retrouvée sur place mentionnant Populus Achollitanus. Les fouilles principales, qui débutent cette année-là et durent jusqu'en 1955, sont menées en particulier par Gilbert Charles-Picard.

## Découvertes

### Vestiges
Les vestiges couvrent une surface d'environ cent hectares. Les fouilles ont permis de mettre au jour un tophet et des vestiges, principalement ceux de la cité romaine :
- les restes d'un amphithéâtre très dégradé, dont les pierres de grès tendre sont érodées par le vent. Un voyageur du XIXe siècle, Victor Guérin, estima les dimensions de l'édifice à cinquante pas pour le grand axe, et 32 pas pour le petit axe[5],[6] ;
- la silhouette d'un théâtre ;
- deux baptistères ;
- deux établissements thermaux dont les thermes dits de Trajan, construits entre 120 et 130, attribués à tort à l'époque de Trajan car ils remontent en fait au règne d'Hadrien[7] ;
- des restes de trois villas : celle d'un riche Achollitain, M. Asinius Rufinus Sabinianus, qui a été un sénateur romain entre 180 et 185[7], la maison du triomphe de Neptune et la villa de la Tête d'Océan[1] ;
- une riche collection de mosaïques remontant au IIe siècle et qui sont considérées parmi les plus anciennes découvertes sur le sol tunisien[8].

### Œuvres déposées au musée national du Bardo

Triomphe de Dionysos.

Parmi la majorité de ces mosaïques, qui sont déposées au musée national du Bardo dans une salle réservée au site d'Acholla, figurent :
- Les travaux d'Hercule : mosaïque en forme de T de la salle à manger de la villa du sénateur Asinius montrant un quadrillage en « nœuds d'Héraklès » formant divers médaillons dans lesquels sont représentés des figures humaines, animales ou monstrueuses ; le héros est représenté au centre du pavement, muni d'une peau de lion, de sa massue et d'un arc, entouré de dix médaillons consacrés aux créatures qu'il a vaincues ;
- un décor de voûte réfléchie prélevée de l'une des deux ailes de la grande salle du frigidarium des thermes dits de Trajan représentant le triomphe de Dionysos, des bustes des saisons et un cortège marin ;
- un tableau central de la grande salle du frigidarium divisé par bandes contenant diverses figures et limitant des compartiments trapézoïdes offrant une suite de grotesques, un combat de centaures et de fauves, un thème dionysiaque représentant les ébats d'un satyre et d'une nymphe ; l'ensemble fait allusion à la maîtrise de Dionysos sur les forces sauvages et la joie de vivre qu'il procure ;
- la mosaïque de la « maison des colonnes rouges » : des guillochis en guirlande de laurier déterminant six médaillons circulaires décorés de deux fleurons cruciformes et quatre bustes des saisons.